# Fyrunga socken
Fyrunga socken i Västergötland ingick i Skånings härad, ingår sedan 1974 i Vara kommun och motsvarar från 2016 Fyrunga distrikt.
Socknens areal är 13,35 kvadratkilometer varav 13,20 land. År 2000 fanns här 152 invånare. Kyrkbyn Fyrunga med sockenkyrkan Fyrunga kyrka ligger i socknen.

## Administrativ historik
Socknen har medeltida ursprung. 
Vid kommunreformen 1862 övergick socknens ansvar för de kyrkliga frågorna till Fyrunga församling och för de borgerliga frågorna bildades Fyrunga landskommun. Landskommunen uppgick 1952 i Kvänums landskommun som 1974 uppgick i Vara kommun. Församlingen uppgick 2002 i Kvänums församling.
1 januari 2016 inrättades distriktet Fyrunga, med samma omfattning som församlingen hade 1999/2000.  
Socknen har tillhört län, fögderier, tingslag och domsagor enligt vad som beskrivs i artikeln Skånings härad.

## Geografi
Fyrunga socken ligger sydväst om Skara med Lidan i väster. Socknen är en odlad småkuperad slättbygd på Varaslätten.

## Fornlämningar
Från järnåldern finns flatmarksgravar,  gravfält, stensättningar och domarringar. En runristning har påträffats, nu i Historiska museet.

## Namnet
Namnet skrevs 1397 Furungom och kommer från kyrkbyn. Namnet är troligen en inbyggarbeteckning, ”Furungarna(s boplats, by)”. ”Fur” kan där betyda trädet fur, tall eller fura, 'gnida, gno starkt', då syftande på en fors eller ström i Lidan.